# Хребтов, Фёдор Ефимович
Фёдор Ефимович Хребтов (3 мая 1907, Плоская, Пермская губерния — 1 июля 1984, Симферополь) — участник Великой Отечественной войны, Герой Советского Союза (1943), гвардии подполковник.

## Биография
Фёдор Хребтов родился 3 мая 1907 года в деревне Плоской Кондинской волости Шадринского уезда Пермской губернии, ныне деревня входит в Шадринский муниципальный округ Курганской области. Русский.
Работал в батраках. В 1922 году семья Хребтовых вступила в коммуну «Коминтерн». Фёдор был активным комсомольцем.
После окончания десяти классов школы проживал и работал в Свердловске.
В 1929 году вступил в ВКП(б), в 1952 году партия переименована в КПСС.
В 1930 году окончил Свердловскую советско-партийную школу. Работал директором промкомбината.
В 1930—1932 годах служил в Рабоче-крестьянской Красной армии, был политруком роты.
В 1933—1934 годах — во внутренних войсках ОГПУ при СНК СССР. Политрук команды 29-го полка, маневренной группы 186-го полка ОГПУ.
После службы учился в Свердловской Высшей коммунистической школе. В 1935 году Хребтов окончил Высшую пограничную школу НКВД СССР. В 1935 году уволен в запас. Завершив учёбу, работал в Свердловске инструктором в районном, городском и областном комитетах ВКП(б).
В 1941 году в третий раз был призван в армию. До февраля 1942 года был заместителем командира отряда по политчасти военизированной охраны Уралмашзавода и комиссаром спецшколы военно-воздушных сил. В 1942 году окончил курсы «Выстрел». С июля 1942 года — на фронтах Великой Отечественной войны.
К сентябрю 1943 года гвардии капитан Фёдор Хребтов командовал батальоном 207-го гвардейского стрелкового полка 70-й гвардейской стрелковой дивизии 13-й армии Центрального фронта. Отличился во время форсирования Припяти. 26—27 сентября 1943 года батальон Хребтова многократно переходил в контратаки, штурмом взяв важную высоту, что способствовало успешному расширению плацдарма.
Указом Президиума Верховного Совета СССР от 16 октября 1943 года за «отвагу и героизм, проявленные в боях на Припятском плацдарме» гвардии капитан Фёдор Хребтов был удостоен высокого звания Героя Советского Союза с вручением ордена Ленина и медали «Золотая Звезда» за номером 3212.
В последующих боях получил тяжёлую контузию. После окончания войны проходил службу в Советской Армии.
В период с 1946 по 1952 год служил военным комиссаром в Сталинском райвоенкомате Казани.
В 1952 году окончил Курсы усовершенствования офицерского состава.
С 1953 по 1960 год занимал должность военного комиссара Хвалынского горвоенкомата.
3 декабря 1960 года в звании подполковника Хребтов был уволен в запас. Проживал в Симферополе.
Фёдор Ефимович Хребтов скончался 1 июля 1984 года. Похоронен на кладбище «Абдал» Киевского района города Симферополя Симферопольского городского совета Крымской области Украинской ССР, квартал № 14. Ныне город — административный центр городского округа Симферополь и Республики Крым Российской Федерации, но, согласно позиции Украины, город — административный центр Симферопольского городского совета и Автономной Республики Крым Украины.

## Награды
- Герой Советского Союза, 16 октября 1943 года[6][7][8]
  - Орден Ленина
  - Медаль «Золотая Звезда» № 3212
- Орден Красной Звезды, 30 декабря 1956 года
- Медали, в том числе:
  - Медаль «За боевые заслуги», 3 ноября 1944 года[9]
  - Медаль «В ознаменование 100-летия со дня рождения Владимира Ильича Ленина», 1970 год

## Память
- В честь Хребтова в 2003 году названа улица в Приволжском районе Казани[3].
- Именем Хребтова названа улица в его родной деревне Плоской.
- Мемориальная доска на доме, где жил в 1907—1929 годах, Курганская область, Шадринский муниципальный округ, деревня Плоская <адрес?>
- Мемориальная доска размещена на здании МКОУ «Ильтяковская основная общеобразовательная школа», ныне организация ликвидирована; Курганская область, Шадринский муниципальный округ, село Ильтяково, ул. Молодежная, 14 — 56°03′43″ с. ш. 64°10′08″ в. д.HGЯO
- Мемориальная доска размещена на здании военного комиссариата города Хвалынска, где он работал в 1953—1960 годах. Открыта 22 июня 2013 года. Саратовская область, город Хвалынск, ул. Советская, 138 — 52°29′33″ с. ш. 48°06′39″ в. д.HGЯO[10]
- Мемориальная доска на Мемориале памяти Героям Великой Отечественной войны в парке Победы города Казани Республики Татарстан — 55°49′41″ с. ш. 49°06′23″ в. д.HGЯO
- Упомянут на памятнике, установленном на Аллее Славы в парке имени Юрия Гагарина города Симферополя, Крым — 44°57′44″ с. ш. 34°05′38″ в. д.HGЯO